# モスキート爆撃隊
『モスキート爆撃隊』（Mosquito Squadron）は1969年のイギリスの戦争映画。監督はボリス・セイガル、出演はデヴィッド・マッカラムなど。
第二次世界大戦におけるイギリス空軍のモスキート爆撃隊員を描いている。

## ストーリー
1944年、ドイツ軍は超音速ミサイルV2をロンドンに向けて発射していた。
爆撃隊長だった親友スコットの死により隊長の座についたクイントは、V2の後継兵器であるV3の開発阻止を命じられる。

## キャスト
| 役名                 | 俳優                     | 日本語吹替                            |
| 役名                 | 俳優                     | TBS版                                 |
| -------------------- | ------------------------ | ------------------------------------- |
| クイント・マンロー   | デヴィッド・マッカラム   | 野沢那智                              |
| ベス・スコット       | スザンヌ・ネヴ           | 池田昌子                              |
| ダグラス・シェルトン | デヴィッド・ダンダス     | 竹尾智晴                              |
| クライド・ペンローズ | ディンズデール・ランデン | 中台祥浩                              |
| ハフォード           | チャールズ・グレイ       | 山崎直衛                              |
| デヴィッド・スコット | デヴィッド・バック       | 矢田稔                                |
| ワイリー・バンス     | ニッキー・ヘンソン       |                                       |
| 不明 その他          |                          | 小関一 若本紀昭 曽我部和行 古川登志夫 |
|                      |                          |                                       |
| 演出                 | 演出                     | 加藤敏                                |
| 翻訳                 | 翻訳                     | 木原たけし                            |
| 効果                 |                          |                                       |
| 調整                 | 調整                     | 平野富夫                              |
| 制作                 | 制作                     | 東北新社                              |
| 解説                 | 解説                     | 荻昌弘                                |
| 初回放送             | 初回放送                 | 1975年9月29日 『月曜ロードショー』    |

※日本語吹替音声はハピネットから2023年3月3日に発売の「吹替シネマ2023」シリーズ第1弾『モスキート爆撃隊-日本語吹替音声収録HDリマスター版-』に収録。

## スタッフ
- 監督：ボリス・セイガル
- 製作：ルイス・ラックミル
- 脚本：ドナルド・S・サンフォード、ジョイス・ペリー
- 撮影：ポール・ビーソン
- 編集：ジョン・S・スミス
- 音楽：フランク・コーデル